# Man of the House (filme de 1995)
Man of the House (Brasil: O Homem da Casa / Portugal: O Homem lá de Casa) é um filme de comédia estadunidense de 1995 estrelada por Chevy Chase, Farrah Fawcett e Jonathan Taylor Thomas. O filme é sobre um menino (Thomas) que precisa chegar a um acordo com seu padrasto em potencial (Chase), um advogado bem-intencionado que, sem saber, é alvo de uma caçada por parentes de um homem que ele ajudou a mandar para a prisão. Foi filmado em Los Angeles, Califórnia e Vancouver, Colúmbia Britânica, Canadá.

## Sinopse
Ben Archer, de cinco anos, observa em silêncio enquanto seu pai liga o carro e vai embora com sua secretária, e os dois oferecem apenas um aceno pela janela em despedida. Sua mãe, Sandy, só pode assistir com o coração partido da janela de sua casa enquanto seu ex marido os deixa. O pai de Ben prometeu visitá-lo, mas nunca mais volta. Ambos estão chateados, mas decidem começar do zero, então eles se mudam para um apartamento no centro de Seattle para começar uma nova vida com apenas os dois. Sandy faz esforços criativos para transformá-lo em um lar para eles. Eles gradualmente superam a saída do pai e promovem um vínculo muito estreito com rituais e rotinas importantes, incluindo fazer uma colagem com detritos de praia. Sandy começa a se interessar por namoro, mas seus pretendentes nunca se encaixam bem e não duram muito, o que permite que o relacionamento ideal de Ben com sua mãe seja retomado. Cinco anos depois, entretanto, Sandy decide que está pronta para o casamento novamente e começa a namorar seriamente o promotor federal dos Estados Unidos, advogado Jack Sturges.
No Tribunal Federal, Jack processa com sucesso o mafioso Frank Renda por tráfico de drogas. Antes de ser condenado a cinquenta anos na prisão federal em Sheridan, o idoso Frank faz uma ameaça velada de vingança contra Jack. Depois que o tribunal foi encerrado, o filho de Frank, Joey, reformulou a ameaça de uma maneira mais intimidante, mas Jack não recuou e o dispensou totalmente. Sandy e Jack discutem sua mudança, algo que Ben, de onze anos, não aprova, apesar da garantia de sua mãe de que é apenas um período de experiência. Jack está confiante de que pode conquistá-lo, dizendo a Sandy que leu todos os livros sobre paternidade que encontrou.
A transição não é fácil para Ben, pois ele sente ressentido que é ele quem está sofrendo todos os ajustes e que sua mãe está cometendo o mesmo erro que cometeu com seu pai, então ele recorre a garantir que Jack esteja o mais desconfortável e indesejado possível. Jack tenta aceitar o subterfúgio com calma, sem perceber que é deliberado, mas seus esforços para se conectar com o menino são recebidos com irritação, pois ele só consegue perturbar o estilo de vida habitual de Ben. Depois de conhecer um garoto chamado Norman Bronski na escola, Ben finge interesse em ingressar no Guias Índios – um programa pai filho da Associação Cristã de Moços – com Jack secretamente para abrir uma barreira entre eles e se livrar dele. Apesar da relutância, Jack concorda com a insistência de Sandy, e ele e Ben se juntam à "tribo" de Norman, os Minotauks. Nenhum deles gosta do clube, mas Ben consegue humilhar Jack efetivamente nas reuniões.
Assim que começa a interferir em seu trabalho, Jack diz a Sandy que não pode mais fazer parte dele. Ben finge estar angustiado com isso e compara-o a seu pai saindo para virar Sandy contra seu namorado. Jack vai se desculpar e, em vez disso, ouve Ben se gabando de tudo ao telefone para seu melhor amigo Monroe. Embora esteja desanimado com a revelação, Jack não conta a Sandy sobre isso e, em vez disso, busca conselhos com o chefe dos Guias Índios e também padrasto, Chet Bronski. Chet diz a Jack, a razão pela qual Ben está fazendo isso é porque ele tem medo de que Jack tire sua mãe dele. Chet era como o próprio Jack, Norman e Chet nunca se deram bem, mas os Guias Índios os ajudam a ter um ótimo relacionamento. Isso é o que Jack fará. Ele então redobra seus esforços para se relacionar com Ben, melhorando os Guias Índios. Enquanto isso, Ben começa a se conectar com Norman e eles se tornam amigos íntimos depois de uma festa do pijama. Assim que Jack começa a fortalecer seu relacionamento com Ben, a ameaça de Joey o alcança: os freios em seu Ford Explorer é cortado, mas Jack consegue evitar um acidente mais sério e acaba em Puget Sound. Isso faz com que ele perca uma importante viagem de canoa que prometeu participar. Ben, tendo finalmente se aberto, está genuinamente magoado por essa traição percebida a ponto de chorar, pois traz à tona memórias ruins das promessas quebradas de seu pai.
Ben volta para casa ao mesmo tempo que Jack. Ele diz a Ben que teve problemas com o carro e não conseguiu chegar a tempo para a viagem de canoa e que ele lamenta, mas então Jack diz a Ben que Chet planejou um acampamento para os Guias Índios no dia 4 de julho e que Jack promete a Ben que eles farão uma viagem aconteça o que acontecer. Jack esconde a verdade e recusa a ordem de seu chefe Bob de se transferir para Portland, Oregon, para que ele possa se redimir e ir acampar. Suas tentativas iniciais não tiveram sucesso e ele sente que a situação é desesperadora. Joey e seus dois capangas, Murray e Tony, são descobertos na floresta com rifles por Ben planejando matar Jack, e Jack confessa a verdade por trás de seu "problema com o carro", que atrai o perdão e compreensão de Ben, pois agora ele sabe que Jack não o fez intencionalmente para trair sua confiança como seu pai. Jack envia o resto dos Guias Índios para a estação do guarda florestal enquanto ele e Ben (que voltou para ajudá-lo) improvisam para distrair os criminosos.
A dupla é finalmente encurralada em frente a uma entrada de poço de mina abandonada equipada com dinamite, até que são resgatados pelos Minotauks e os vigaristas são incapacitados. Ben fica impressionado e finalmente dá sua aprovação a Jack e permite que Jack a peça em casamento. Os dois completam a colagem de praia, que simboliza que os três finalmente estão inteiros como uma família. Jack e Sandy se casam, com os Minotauks presentes no casamento, e apesar de nada ser perfeito, todos ficam felizes.

## Elenco
- Chevy Chase como Jack Sturges, o Cão Agachado
- Farrah Fawcett como Sandy Archer
- Jonathan Taylor Thomas como Ben Archer, o Asa Pequena
  - Jimmy Baker como jovem Ben Archer
- George Wendt como Chet Bronski, o Chefe Cavalo Corredor
- Zachary Browne como Norman Bronski, o Águia Negra
- David Shiner como Lloyd Small, o Trovão Silencioso
- Art LaFleur como Red Sweeney, o Raposa Prateada
- Richard Portnow como Joey Renda

## Trilha sonora
Uma trilha sonora da Walt Disney Records foi programada para coincidir com o lançamento do filme, mas nunca se concretizou devido ao fato de que a Disney não conseguiu obter os direitos de várias das canções para o lançamento de uma trilha sonora, mais notavelmente "Gonna Make You Sweat" de C+C Music Factory e "Return to Innocence" da Enigma. Apesar disso, "Hit the Road Jack", uma canção do artista de R&B Percy Mayfield, foi liberada para lançamento na trilha sonora que, em última análise, nunca chegou ao mercado.
A trilha sonora foi anunciada em materiais promocionais de meados de 1994 até o início de 1995. "Return to Innocence (Short Version)" foi usada no casamento de Jack e Sandy durante o filme, "Return to Innocence (Single Version)" foi usada em a trilha sonora inédita de Man of the House e "Return to Innocence (380 Midnight Mix)" foram usadas nos dois comerciais de televisão do Man of the House.

## Recepção
O filme foi criticado pela crítica de cinema e tem uma classificação de 14% no Rotten Tomatoes, com base em 14 avaliações. O público entrevistado pela CinemaScore deu ao filme uma nota média de "B+" em uma escala de A+ a F.

### Bilheteria
O filme foi moderadamente bem nas bilheterias, arrecadando cerca de US$40 milhões no mercado interno. O filme foi lançado no Reino Unido em 9 de junho de 1995.